# 케빈 헤퍼넌

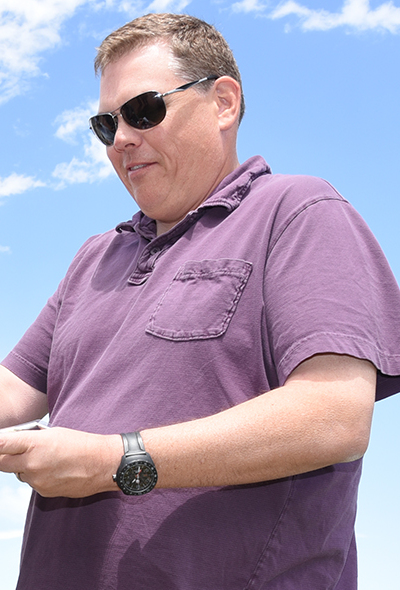

케빈 헤퍼넌(Kevin Heffernan, 1968년 5월 25일 ~ )은 미국의 영화 배우, 각본가, 제작자, 감독, 희극인이다.

## 출연 작품

### 영화
- Puddle Cruiser (1996) - 각본, 제작 겸임
- 치즈 케익 블랙 커피 (1998, No Looking Back)
- Big Helium Dog (1999)
- 슈퍼 트루퍼스 (2001) - 로드니 파바 역 (각본 겸임)
  - 슈퍼 트루퍼스 2 (2018) - 파바 역 (각본 겸임)
- 클럽 드레드 (2004, Club Dread) - 라스 역 (각본 겸임)
- 스카이 하이 (2005)
- 해저드 마을의 듀크 가족 (2005)
- 비어페스트 (2006)
- The Lather Effect (2006)
- Strange Wilderness (2008)
- 러브 매니지먼트 (2008) - 제드 역
- 슬래민 새먼 (2009, The Slammin' Salmon)
- 프리로더스 (2012, Freeloaders)
- 베이비 메이커스 (2012) - 웨이드 역 (제작 겸임)

### 텔레비전
- Up Close with Carrie Keagan (2009) - 초대 손님